# Josef Gingold (violinista)
Josef Gingold (rus: Иосиф Гингольд)  (Biérastse, 28 d'octubre de 1909 - Bloomington, 11 de gener de 1995)} va ser un violinista i professor clàssic belarús jueu, que va viure la major part de la seva vida als Estats Units. En el moment de la seva mort era considerat un dels mestres de violí més influents als Estats Units, amb molts estudiants d'èxit.

## Biografia
Gingold va néixer a Brest-Litovsk, l'Imperi rus (actual Brest, Belarús) i va emigrar el 1920 als Estats Units on va estudiar violí amb Vladimir Graffman a la ciutat de Nova York. Després es va traslladar a Bèlgica durant diversos anys per estudiar amb el mestre violinista Eugène Ysaÿe. Va donar la primera actuació de la 3ª sonata de Ysaÿe per a violí sol. El 1937, Gingold va guanyar un lloc a l'Orquestra Simfònica de la NBC, amb Arturo Toscanini com a director d'orquestra. Després va exercir com a director de concert (i solista ocasional) de l'Orquestra Simfònica de Detroit, i més tard va ser l'Orquestra de Cleveland mestre de concerts del director George Szell, tenint per company d'instrument Jacob Morris Krachmalnick.
Gingold va editar nombrosos llibres de tècniques de violí i col·leccions d'extraccions orquestrals. Va impartir classes a la "Indianas Jacobs School of Music" durant més de trenta anys, fins a la seva mort el 1995.
Gingold va tenir diversos assistents docents que van continuar desenvolupant la seva pròpia carrera docent. La seva última assistent docent va ser la canadenca Anne Shih, ara professora de violí a la "Musikhochschule Rheinland-Pfalz" a la Universitat de Magúncia a Alemanya. Abans, va ser professora de violí al Conservatori Oberlin i al Conservatori Superior de Música de la Universitat dels Estats Units de Lawrence.
Patricia Shih va ser l'única estudiant escollida per Gingold per actuar per a la seva celebració del 75è aniversari a la televisió nacional per a la Mostra de Charles Kuralt vista per milions a tota Amèrica. És fundadora del "quartet Borealis" i, des del setembre del 2019 és professora de violí a la Universitat de Baylor, a Texas.
Gingold va ser un fundador del quadriennal Concurs de violins d'Indianapolis. Va ser Patró Nacional de Delta Omicron, una fraternitat professional de música internacional.
Un retrat literari detallat de Josef Gingold està inclòs al llibre, "Quintet, Five Journeys vers Musical Fulfillment", de David Blum (Cornell University Press, 1999). Va aparèixer originalment com a article al número de "The New Yorker" del 4 de febrer de 1991.

## Honors i premis
La gravació de les obres de Fritz Kreisler per Gingold va ser nominada al premi Grammy. Alguns dels nombrosos honors que va rebre durant la seva vida són l'"American String Teachers Association", professor de l'Any; el Premi Fredrick Bachman Lieber per a l'ensenyament distingit a la Universitat d'Indiana; el Premi Nacional de Servei de Música de Cambra Amèrica; Robert Foster Cherry Award de la Universitat de Baylor per a grans professors; i el premi Golden Baton de la Lliga Americana de l'Orquestra Simfònica.
Gingold va morir a Bloomington, Indiana, el 1995.

## Discografia
La discografia de Josef Gingold és limitada.
- El CD "Primrose Quartet" (Biddulph Recordings LAB052-53) reedició de la gravació de 78-19 rpm de 1940-1941, amb Josef Gingold, William Primrose, Harvey Shapiro, Oscar Shumsky i Jesus Maria Sanroma, de l'Orquestra Simfònica NBC de Toscanini, interpretant obres de Haydn, Schumann, Brahms, Smetana i Txaikovski.
- "Joseph Gingold Seventyfive", enregistraments de 1942–1968, inclosa la sonata de Walton per Violí pno, vinil LP de 1984 (Red Bud RB-1017). [6]
- Josef Gingold interpreta Fritz Kreisler, un disc de LP en vinil de 1976.
- La gravació de Gingold de 1973 del Duo de Kodaly amb el violoncel·lista Janos Starker, publicada originalment al LP (Fidelio F-003), [6] reeditada el 1992 al CD Starker Plays Kodaly, i el 2007 al SACD (TM-SACD 9002.2) i al vinil LP del segell TopMusic International de Hong Kong.
- La Sonatina de Schubert a Un menor, D385, i la Rapsodie Espagnole de Liszt, amb Gyorgy Sebok (piano) a LP (IND-722, Indiana University School of Music).[6]
- The Art of Josef Gingold, un trasllat al CD de la gravació de 1976 i una gravació de 1966, per Music and Arts el 1989, i reeditat el 2007 per Pristine Classical .
- The Artistry of Josef Gingold, un conjunt de dos CD a Enharmonic ENCD03-015, conté actuacions de música altament no disponibles de Bloch, Arensky, Beethoven (una gravació en directe del concert de l'Estat d'Ohio), Francaix, Mozart, Schubert, Tchaikovsky i Ysaye.

## Alumnes de Gingold
| - Erez Ofer. - Gil Shaham, - Joshua Bell, - Monique Morin, - Christoph Poppen, - Arnold Steinhardt, - Martin Beaver, - Shony Alex Braun, - Andrés Cárdenes, - Corey Cerovsek, - Cyrus Forough, - Miriam Fried, - Philippe Graffin, | - Endre Granat, - Ulf Hoelscher, - Hu Nai-yuan, - Jacques Israelievitch, - Leonidas Kavakos, - Chin Kim, - Salvatore Greco, - Jaime Laredo, - William Preucil, - Joseph Silverstein - Gwen Thompson. - Elmira Darvarova. |